# 단물 (화학)
단물이란 칼슘이나 마그네슘 이온을 적게 포함하고 있는 물을 뜻한다. 연수(軟水)라고도 한다. 센물과 대비되는 개념으로 여러 곳에서 유용하게 사용할 수 있다. 단물은 센물과는 달리 식수로도 쓸 수 있으며 세탁을 하기에도 좋다. 탄산칼슘이 100ppm 이하. 경도성분의 함유량이 적은 물로서 75mg/L as CaCO3이하를 말한다.
단물은 강물이나 빗물을 통해 얻을 수 있으며, 수돗물과 증류수도 이에 속한다.

## 같이 보기
- 연수제